# MERGE
MERGE je v oblasti databází příkaz SQL pro zařazení záznamu do tabulky (ve stejném duchu jako příkaz INSERT), kdy v případě splnění specifikované podmínky je záznam změněn (ve stylu UPDATE). Tomuto způsobu (tedy vložení záznamu nebo jeho úprava v případě, že již existuje) se někdy říká UPSERT (coby blending slov UPDATE a INSERT).
Příkaz MERGE byl zařazen do standardu SQL:2003.

## Syntaxe
Syntaxe MERGE je následující:
```
 
MERGE
 
INTO
 
jmeno_tabulky
 
[
USING
 
jmeno_tabulky
 
ON
 
(
podmínka
)]

 
WHEN
 
MATCHED
 
THEN
 
UPDATE
 
SET
 
sloupec1
 
=
 
hodnota1
 
[,
 
sloupec2
 
=
 
hodnota2
 
...]

 
WHEN
 
NOT
 
MATCHED
 
THEN
 
INSERT
 
(
sloupec1
 
[,
 
sloupec2
 
...])
 
VALUES
 
(
hodnota1
 
[,
 
hodnota2
 
...])

```

## Alternativy

### REPLACE INTO
Některé databáze (MySQL, MariaDb, ProgreSQL, …) mají SQL příkaz, který příkaz INSERT kombinuje s příkazem DELETE – tedy: pokud záznam existuje (tj. shoduje v unikátním klíči), pak jej smaže a následně provede vložení ve stylu INSERT INTO….
REPLACE INTO… není zahrnuto ve standardech SQL-92 nebo SQL-99, je na něj nahlíženo jako na příkaz nad tento standard, specifický pro tento typ databáze, s kterým se při případné migraci na jinou databázi nemusí nutně počítat. MySQL/MariaDb po provedení tohoto příkazu hlásí 1 ovlivněný řádek, pokud původní záznam neexistoval, a 2 ovlivněné řádky při existenci původního záznamu (1. po smazání původního řádku, 2. po vložení nového – i v případě, že se ukládají stejné hodnoty jako ty původní). Z počtu ovlivněných řádků se tak jedním příkazem dá (ex post) zjistit, zdali původní záznam existoval.
Mezi REPLACE a MERGE je rozdíl v tom, že pokud záznam již existuje a v daném příkazu není uveden seznam všech sloupců, REPLACE INTO… hodnoty v chybějících sloupcích vymaže (resp. vyplní výchozími hodnotami), kdežto MERGE je zachová. REPLACE INTO… ani MERGE nemění primární klíč (technicky vzato u REPLACE INTO nejde o změnu primárního klíče u jednoho záznamu ale o vymazání tohoto záznamu a následného vložení záznamu s týmž klíčem).
```
REPLACE
 
INTO
 
stav_objednavky
(
id
,
 
stav
)
 
VALUES
(
3
,
 
"na skladě"
);

```

### INSERT OR REPLACE
INSERT OR REPLACE je analogický příkaz pro REPLACE INTO, který je používán v databázi SQLite.

### eUPDATE OR INSERT INTO
UPDATE OR INSERT INTO je analogický příkaz pro INSERT OR REPLACE. Tento zápis je používán v databázi Firebird.

### …ON DUPLICATE KEY
…ON DUPLICATE KEY (volitelná klauzule příkazu INSERT v MySQL)
Mezi další prostředky může patřit technika zkusit záznam vložit a odchytit a zareagovat na chybovou hlášku v případě, že záznam již existuje. Tím se blíží významu příkazu MERGE, dokonce víc než REPLACE INTO, neboť stejně jako MERGE hodnoty nespecifikovaných sloupců záznamu nemaže.

### UPSERT
UPSERT je opět obdoba MERGE, coby portmanteau UPDATE a INSERT. Je podporována např. v Microsoft SQL Azure a MongoDB.